# L'home que sabia massa
L'home que sabia massa (títol original en anglès The Man Who Knew Too Much) és una pel·lícula dirigida per Alfred Hitchcock l'any 1956 i protagonitzada per James Stewart i Doris Day.
Va guanyar un Oscar per la cançó Que Sera, Sera (Whatever Will Be, Will Be), composta per Jay Livingston i Ray Evans, i cantada per Doris Day en diversos moments de la trama. Hitchcock va estar nominat a la Palma d'Or al Festival de Canes per aquest film.
El director torna amb la història que ja havia rodat el 1934 per donar forma a aquest inquietant thriller protagonitzat per un incommensurable Stewart. Conspiracions, pistes falses i malentesos per a una joia del cinema d'intriga.
Aquesta pel·lícula ha estat doblada al català.

## Argument
El matrimoni estatunidenc format pel Dr. Ben MacKenna (James Stewart) i la seva dona Jo (Doris Day) passen les seves vacances amb el seu fill Hank (Christopher Olsen), de deu anys, al Marroc. De manera inesperada, un home que resulta ser un espia els confia un secret just abans de morir en braços de Ben mentre es trobaven visitant el mercat de Marràqueix. Aleshores, una poderosa organització segresta en Hank per fer xantatge als MacKenna i aconseguir que no revelin allò que saben. A partir d'aquest moment, i sense saber en qui poden confiar, la parella començarà a investigar per tal de recuperar el seu fill, però es trobarà enmig d'un malson d'espionatge internacional, assassinats i angoixa.

## Repartiment

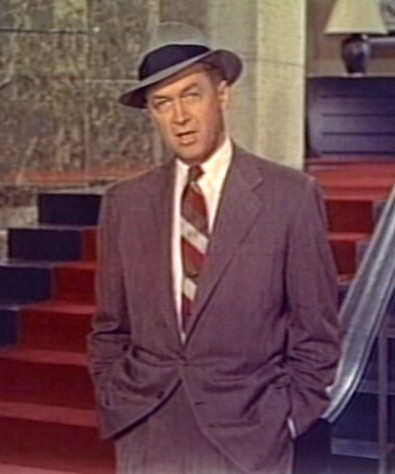
James Stewart en un moment de L'home que sabia massa

- James Stewart: Dr. Benjamin McKenna
- Doris Day: Josephine Conway McKenna
- Brenda De Banzie: Lucy Drayton
- Bernard Miles: Edward Drayton
- Ralph Truman: inspector Buchanan
- Daniel Gélin: Louis Bernard
- Mogens Wieth: ambaixador
- Alan Mowbray: Val Parnell
- Hillary Brooke: Jan Peterson
- Christopher Olsen: Hank McKenna

## Curiositats
- A la famosa escena al Royal Albert Hall de Londres, Bernard Herrmann interpreta el seu propi paper, dirigint l'orquestra la interpretació de la qual inclou amb el cop de címbal.
- Alfred Hitchcock apareix d'esquena, a l'esquerra de la imatge, mirant els acròbates a la Djemà-el-Fna a Marràqueix.

## Premis i Nominacions

### Premis[6]
- Oscar a la millor cançó (Jay Livingston, Ray Evans)